# لسکواس
لسکواس (به صربی: Лесковац) شهری در استان زنتراصربین کشور صربستان است که جمعیت آن در سال ۲۰۰۶ میلادی ۶۳٫۱۶۱ نفر بوده‌است.

## جستارهای وابسته

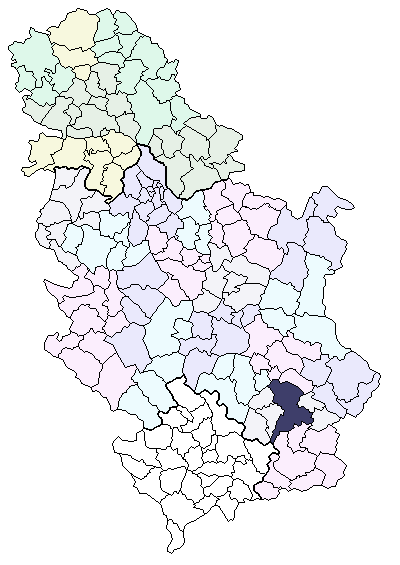

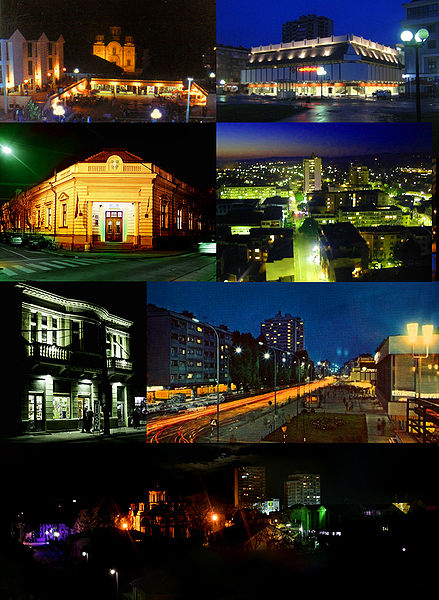